# 和歌山県道233号三輪崎港線
和歌山県道233号三輪崎港線（わかやまけんどう233ごう みわさきこうせん）は、和歌山県新宮市を通る一般県道である。

## 概要
新宮市三輪崎1丁目から新宮市三輪崎に至る。

### 路線データ
- 起点：和歌山県新宮市三輪崎1丁目（三輪崎港）
- 終点：和歌山県新宮市三輪崎（荒板津神社前交差点、国道42号交点）
- 実延長：901 m

## 歴史
本路線は、道路法（昭和27年法律第180号）第7条の規定に基づき、一般県道として1960年（昭和35年）に認定された。

### 年表
- 1960年（昭和35年）11月1日 - 和歌山県が一般県道として三輪崎港線を認定[1]。

## 地理

### 通過する自治体
- 和歌山県
  - 新宮市

### 交差する道路
| 交差する道路 | 交差する場所 | 交差する場所              |
| ------------ | ------------ | ------------------------- |
| 国道42号     | 三輪崎       | 荒板津神社前交差点 / 終点 |

### 交差する鉄道
- 紀勢本線

### 沿線
- 三輪崎港
- JR西日本紀勢本線 三輪崎駅